# NGC 4372
NGC 4372 ist die Bezeichnung eines Kugelsternhaufens der Klasse XII im Sternbild Fliege.
Er hat eine Helligkeit von 7,2 mag und einen Winkeldurchmesser von 5 Bogenminuten. Die Entfernung von der Erde beträgt 18.900 Lichtjahre.
Entdeckt wurde der Sternhaufen am 30. April 1826 von dem Astronomen James Dunlop.